# Liphyra lugens
Liphyra lugens är en fjärilsart som beskrevs av Friedrich Wilhelm Niepelt 1921. Liphyra lugens ingår i släktet Liphyra och familjen juvelvingar. Inga underarter finns listade i Catalogue of Life.